# Peperomia sessilifolioides
Peperomia sessilifolioides är en pepparväxtart som beskrevs av C. Dc.. Peperomia sessilifolioides ingår i släktet peperomior, och familjen pepparväxter. Inga underarter finns listade i Catalogue of Life.